# أمين سامي

أمين سامي باشا في وسط هيئة تدريس دار العلوم

أمين سامي باشا (1857 - 1941) هو مؤرخ مصري من قرية البرادعة بمركز القناطر الخيرية بمحافظة القليوبية.. والده هو الشيخ «محمد حسن البرادعي». تخرج من مدرسة المهندسخانة في عام 1874م وعمل مفتشًا بنظارة المعارف وفي دار المحفوظات المصرية منذ عام 1880م قبل أن يتولى نظارة مدرسة الناصرية «المبتديان» لمدة ربع قرن. اختير عضوًا في مجلس الشيوخ تقديرًا لعلمه وفضله حتى وفاته. يعد واحدًا من أصحاب فكرة إنشاء النادي الأهلي المصري وكان عضوًا في لجنة التوثيق للنادي.
يوجد شارع باسمه في حي السيدة زينب متفرع من شارع القصر العيني.

## وفاته
توفي في 6 فبراير من عام 1941 وتقدم الجنازة ثلة من رجال البوليس وقوة بوليس البرلمان، وشارك فيها عدد من كبار رجال الدولة على اختلاف مشاربهم; ففضلا عن مندوب للملك ورئيس الوزراء كان هناك اثنان من أصحاب المقام الرفيع، مصطفى النحاس باشا زعيم الوفد وعلي ماهر باشا رئيس الوزراء السابق، ورئيس مجلس الشيوخ وأحمد حسنين باشا والوزراء وعبد العزيز فهمي باشا والأستاذ الريدي موفدا من أم المصريين والوزراء السابقون ووكلاء الوزارات وكبار الموظفين ورجال التعليم وأعضاء البرلمان ورجال القضاء ومديرو البنوك وكثير من الأعيان والتجار.

## مؤلفاته
- كتاب تقويم النيل: وقد ألّف المؤرخ أمين سامي باشا ستة مجلدات اشتملت على تقويم شامل لحال النهر ومقدمة طويلة توضح أسس مشروعه الطموح وتتحدث عن جهوده وأهدافه من هذا العمل.

اشتمل الجزء الأول من الكتاب وفقاً لصحيفة اليوم السابع على أسماء من تولوا مصر ومدة حكمهم عليها وملاحظات تاريخية عن أحوال الخلافة العامة وشئون مصر الخاصة عن المدة المنحصرة بين السنة الأولى هجرية وحتى سنة 1333 هـ تعادل من 622م وحتى 1915 م.
- كتاب تاريخ التعليم.